# Virje (wodospad)
Wodospad Virje (słoweń. Slap Virje) – wodospad na terenie Alp Julijskich w Słowenii na rzece Gljun. Jest uważany za jeden z najpiękniejszych i największych wodospadów Słowenii, a także Europy.

## Opis

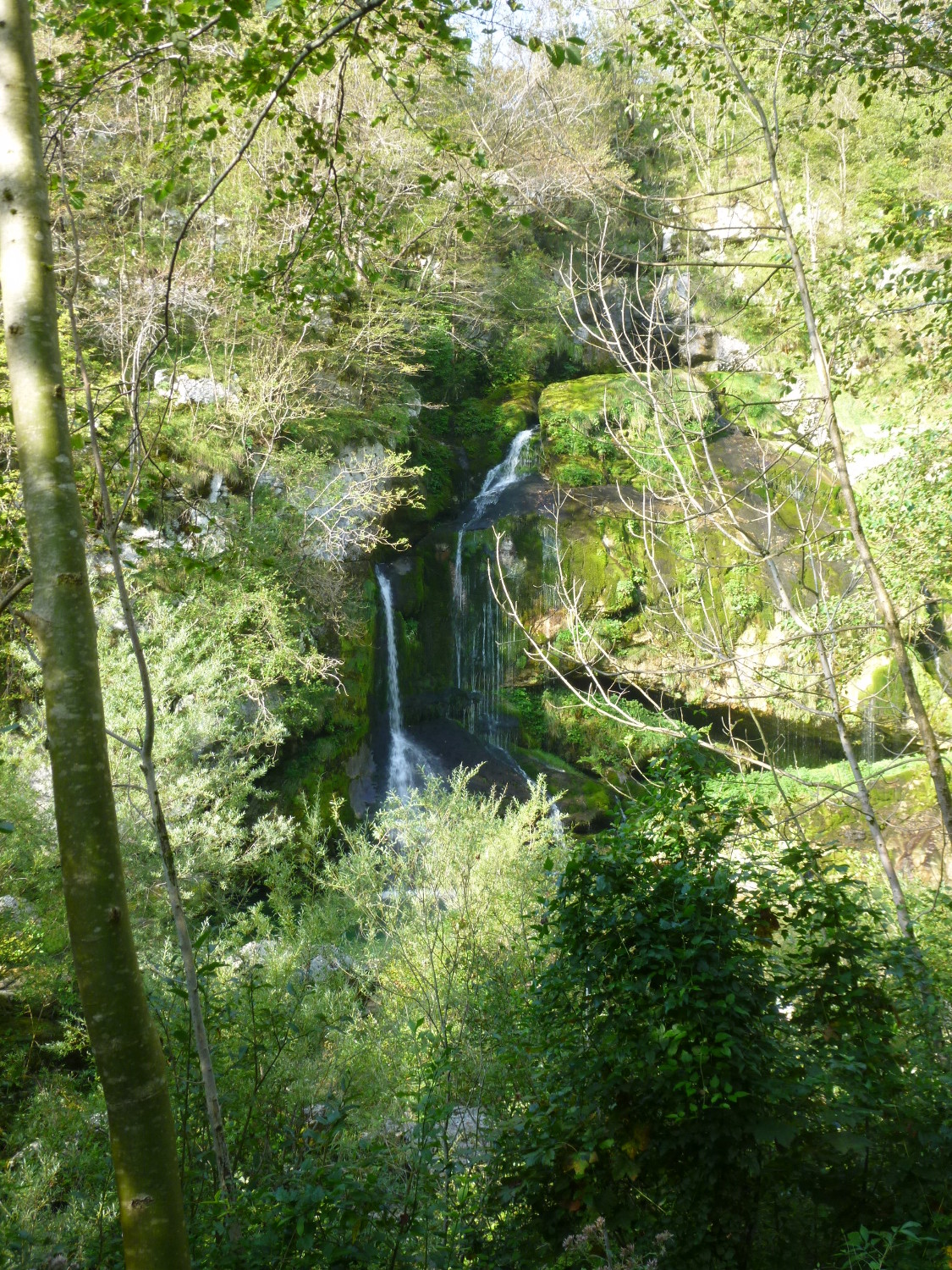

Wodospad Virje ma 12 metrów wysokości i 20 metrów szerokości. Woda ma średnią temperaturę 5 °C, a w okresie letnim osiąga do 7 °C.

## Geografia
Slap Virje położony jest w miejscowości Plužna, na zachód od Bovca na terenie Gminy Bovec, w regionie Goriška. Jest to krasowy wodospad, a przepływ wody jest zmienny. Źródło wodospadu leży nieco powyżej rzeki Glijun i nazywa się Izvir Glijuna, położone jest na wysokości 430 metrów.

## Turystyka
Wodospad Virje jest miejscem znanym w pobliskich miejscowościach. Z miejscowości Plužna idzie się do niego od 10 min do 30 min, trasa ma długość 1,6 kilometra.

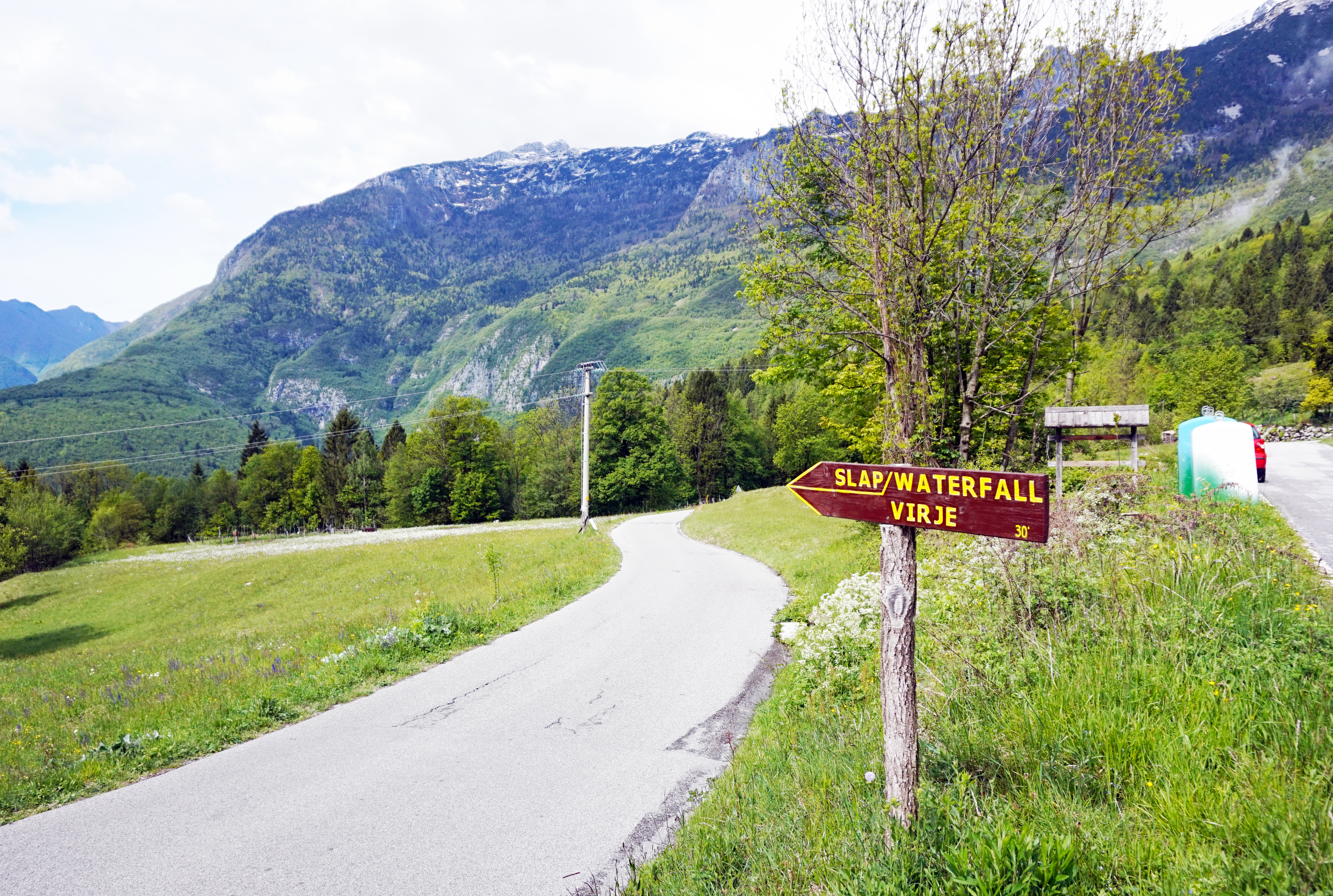
Szlak turystyczny do Wodospadu Virje

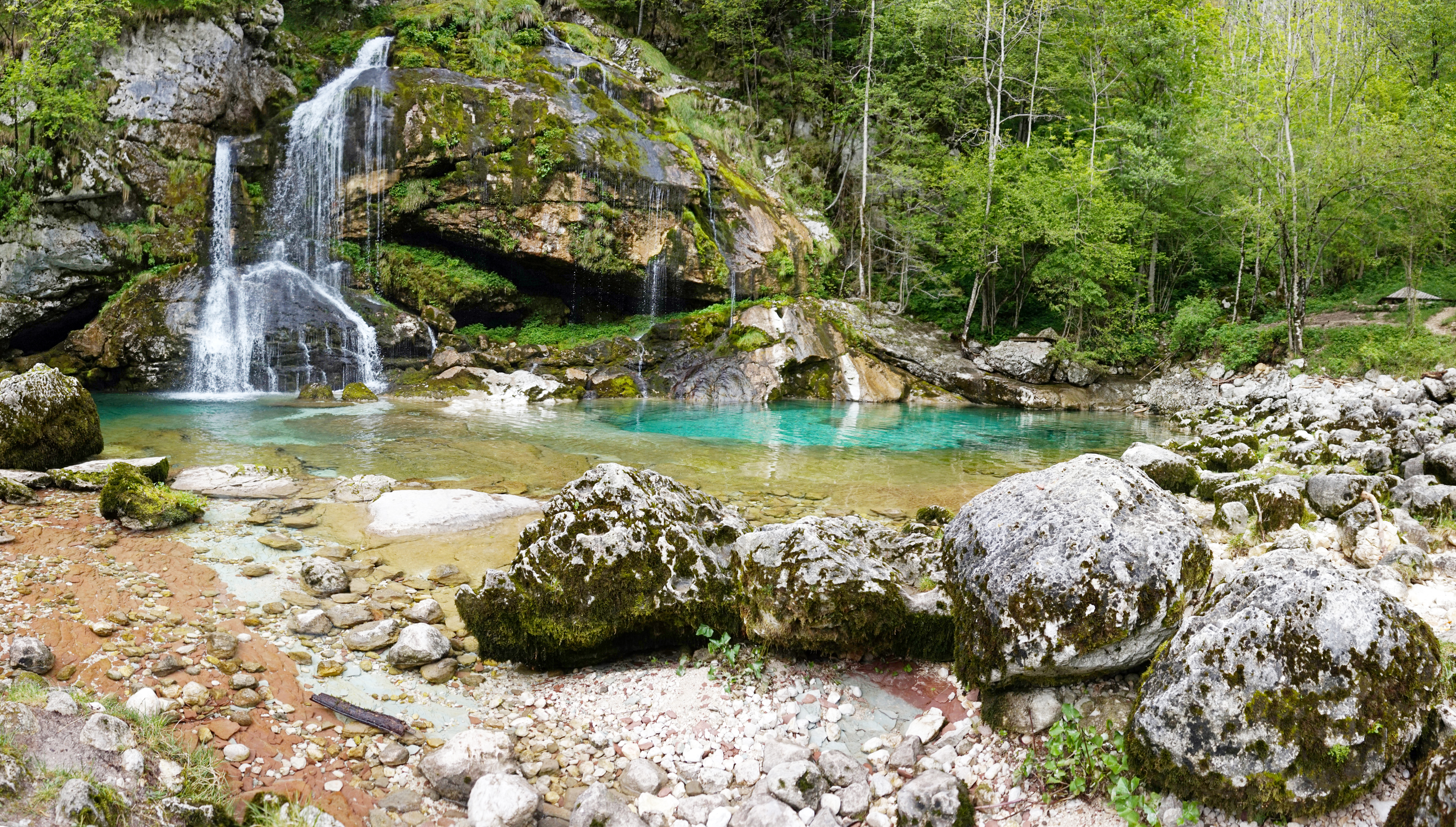